# Benito Boldi
Benito Boldi (ur. 19 lutego 1934 w Tarcento; zm. 3 lutego 2021 w Bielli) – włoski piłkarz, grający na pozycji obrońcy.

## Kariera piłkarska
Wychowanek klubu Pagnacco. W 1952 rozpoczął karierę piłkarską w drużynie SPAL. W 1955 przeszedł do Juventusu, ale po roku wrócił do SPAL. W latach 1957–1959 ponownie bronił barw Juventusu. Potem do 1968 występował w klubach Catania, Cesena i Biellese.
Zmarł w lutym 2021 roku w wieku 86 lat.

## Sukcesy i odznaczenia

### Sukcesy klubowe
Juventus
- mistrz Włoch (1x): 1957/58
- zdobywca Pucharu Włoch (1x): 1958/59